# Franja Golob
Franja Golob (poročena Bernot), slovenska alistka in operna ter koncertna pevka, * 8. marec 1908, Podmelec, † 13. januar 1984, Buenos Aires.
Golobova je po končanem študiju na konservatoriju v Ljubljani postala članica Ljubljanske opere kjer je v času od 1934 do 1938 pela vodilne vloge. Leta 1934 je v Firencah nastopila na 12. festivalu za sodobno glasbo kjer je predstavila ciklus pesmi Slavka Osterca na besedila Alojza Gradnika. Leta 1938 se je preselila v Beograd po koncu vojne pa je ponovno nastopala v Ljubljani. Nato je odšla v Argentino kjer se je uveljavila kot koncertna pevka v Buenos Airesu.